# Cosmopterix montisella
Cosmopterix montisella là một loài bướm đêm thuộc họ Cosmopterigidae. Nó được biết đến ở Hoa Kỳ, ở đó nó is found from New York và Oregon phía nam tới New Mexico, Arizona và California. Single specimens have been collected in Arkansas và Iowa. Loài này cũng hiện diện ở Michigan.